# Triangle (2007)
Triangle (chinês tradicional: 鐵三角, chinês simplificado: 铁三角, pinyin: tie san jiao) é um filme de ação produzido no Honguecongue, dirigido por Tsui Hark, Ringo Lam e Johnnie To, e lançado em 2007.